# Reichsheer
Reichsheer (Rikshären) var namnet på Tysklands armé 1919 till 1935 då den bytte namn till Heer under nazisttiden. Det var en del av riksvärnet, den tyska Weimarrepublikens krigsmakt. Oftast hänsyftar man dock på rikshären, när man använder termen riksvärnet.

## Styrka

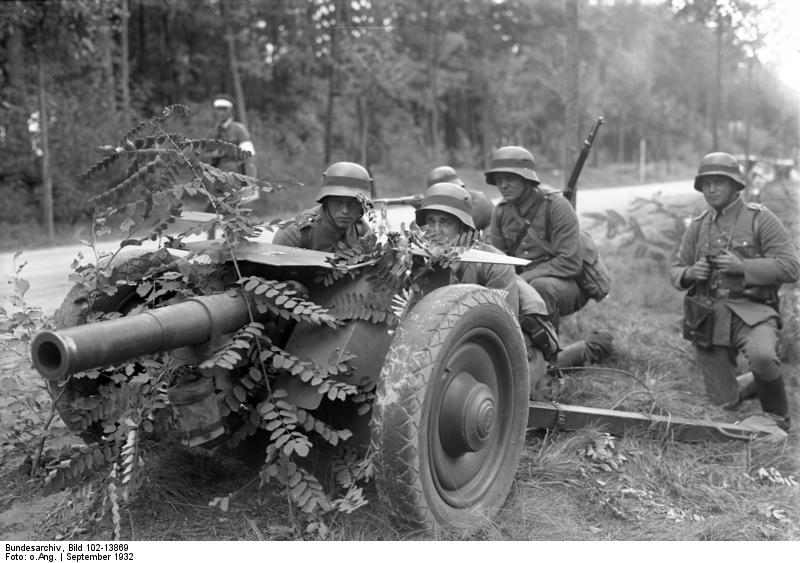
Riksvärnssoldater på manöver 1932.

På grund av Versaillesfredens villkor efter första världskriget förbjöds värnplikt och lantstridskrafternas storlek begränsades till 100 000 yrkesmilitärer. För att inte reservstyrkor skulle kunna skapas genom att soldater anställdes, utbildades och avskedades, föreskrevs att officerare måste förplikta sig till 25 års anställning från datum för officersutnämningen och underofficerare och manskap till 12 års anställning från datum för rekrytskolans påbörjande.

| Personalkategori | Antal  |
| ---------------- | ------ |
| Officerare       | 4 000  |
| Underofficerare  | 20 000 |
| Underbefäl       | 38 000 |
| Manskap          | 38 000 |

Tabellens källa: 

## Organisation

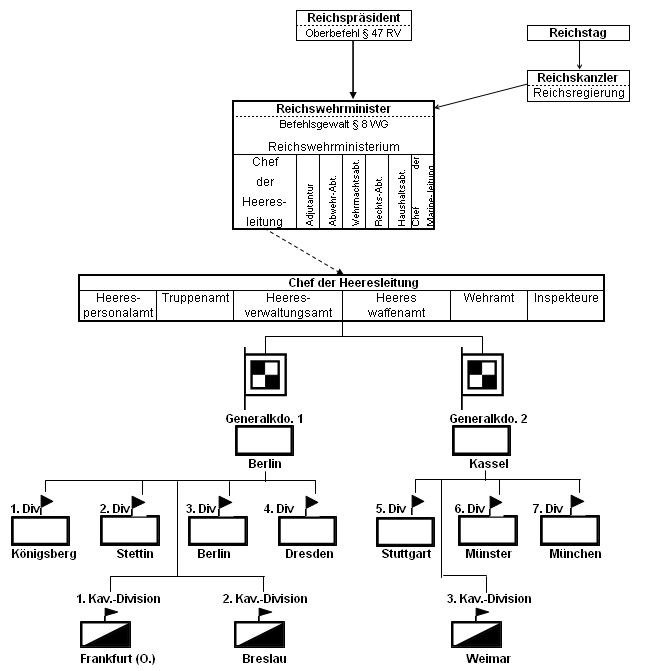
Rikshärens organisation.

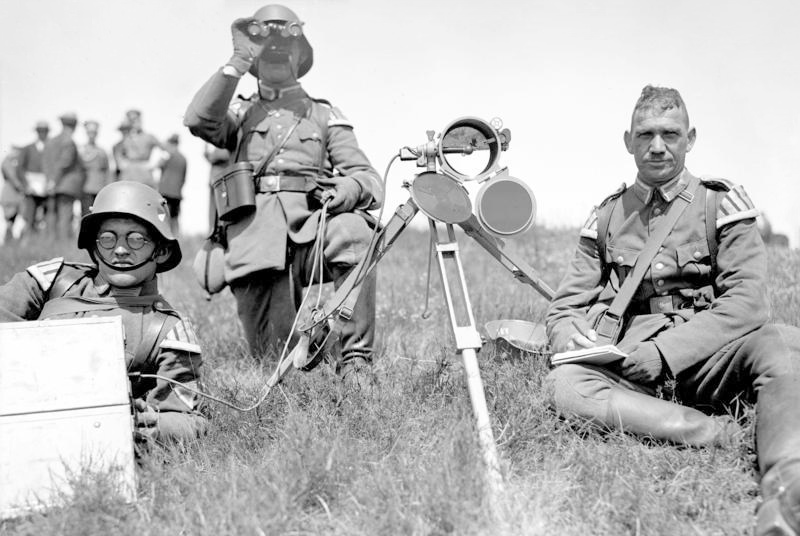
Riksvärnsmanöver 1930. Militärmusikerna tjänstgör även som signalister.

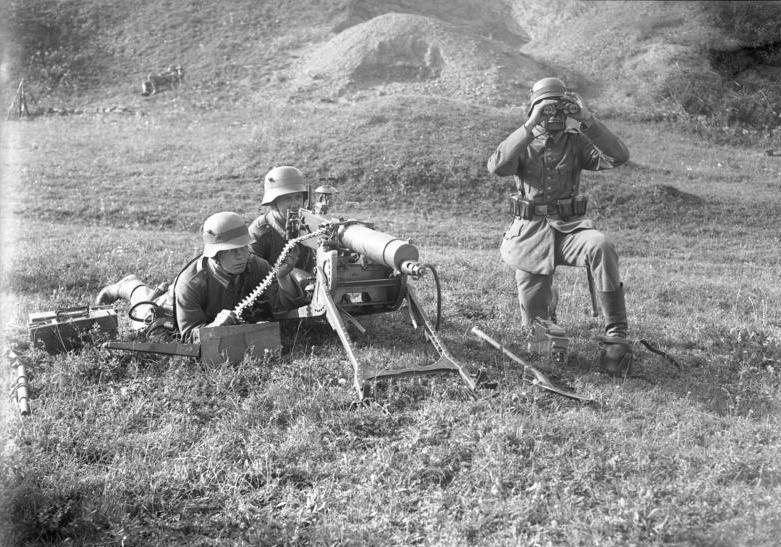
Riksvärnsmanöver 1931. Kulspruta i eldställning.

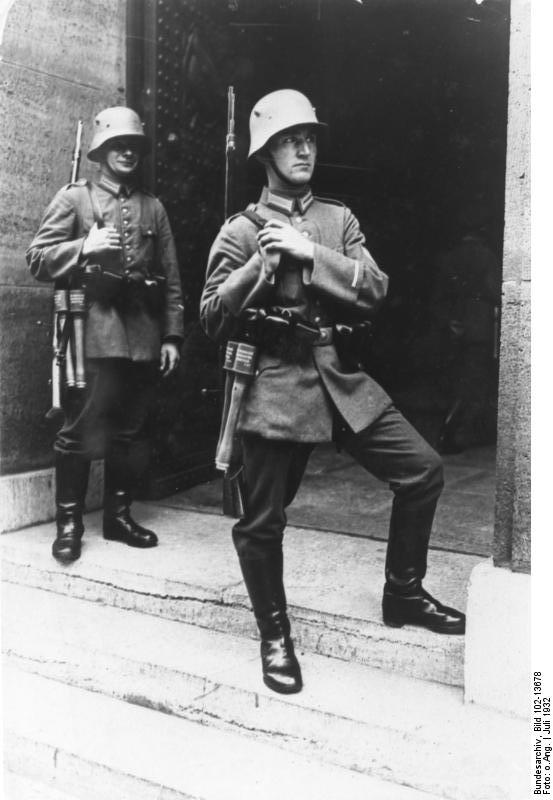
Dubbelpost vid riksvärnsministeriets byggnad i Berlin 1932.

Rikspresidenten var riksvärnets högste befälhavare. Han utövade sin befälsmakt genom riksvärnsministeriet. Rikshären leddes av en arméchef (Chef der Heeresleitung), med underställda centrala stabsorgan och förvaltningsmyndigheter. Det fanns två armékårstaber, en i Berlin och en i Kassel, vilka ledde rikshärens sju infanteri- och tre kavalleridivisioner. Varje infanteridivision bestod av tre infanteriregementen och ett artilleriregemente. Varje kavalleridivision bestod av sex kavalleriregementen. Vid varje infanteridivision fanns även en pionjärbataljon, en signalbataljon, en trängbataljon och en sjukvårdsbataljon. Militärterritoriellt var riksvärnet indelat i sju militärområden (Wehrkreise I-VII). Infanteridivisionscheferna var tillika militärområdesbefälhavare.

## Infanteriregementen
- 1. (Preuß.) Infanterie-Regiment
- 2. (Preuß.) Infanterie-Regiment
- 3. (Preuß.) Infanterie-Regiment
- 4. (Preuß.) Infanterie-Regiment
- 5. (Preuß.) Infanterie-Regiment
- 6. Infanterie-Regiment
- 7. (Preuß.) Infanterie-Regiment
- 8. (Preuß.) Infanterie-Regiment
- 9. (Preuß.) Infanterie-Regiment
- 10. (Sächs.) Infanterie-Regiment
- 11. (Sächs.) Infanterie-Regiment
- 12. Infanterie-Regiment
- 13. (Württ.) Infanterie-Regiment
- 14. (Bad.) Infanterie-Regiment
- 15. Infanterie-Regiment
- 16. Infanterie-Regiment
- 17. Infanterie-Regiment
- 18. Infanterie-Regiment
- 19. (Bayer.) Infanterie-Regiment
- 20. (Bayer.) Infanterie-Regiment
- 21. (Bayer.) Infanterie-Regiment

Preuß. = Preussen; Sächs. = Sachsen; Württ. = Württemberg; Bad. = Baden; Bayer. = Bayern
Källa: 

## Grader och löner

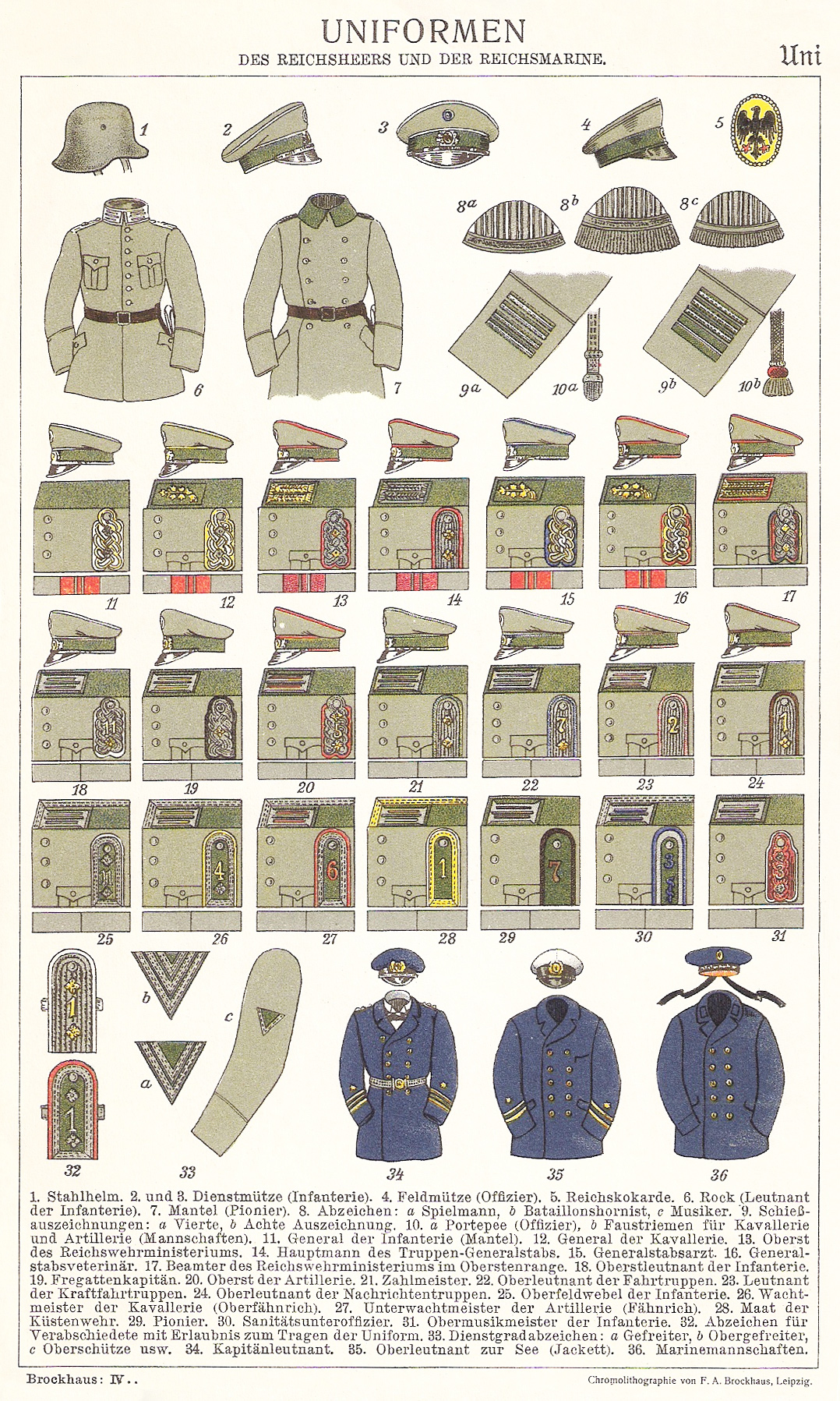
Riksvärnets uniformer och gradbeteckningar 1926.

| Lönegrad | Grundlön i riksmark utan bostadstillägg              | Grad eller befattning                                  |
| -------- | ---------------------------------------------------- | ------------------------------------------------------ |
| C1       | 24 000                                               | Chefen för armén General                               |
| C2       | 19 000                                               | Generallöjtnant Generalöverstabsläkare                 |
| C3       | 16 000                                               | Generalmajor Generalstabsläkare Generalstabsveterinär  |
| C4       | 12 600                                               | Överste Generalläkare Generalveterinär                 |
| C5       | 9 700                                                | Överstelöjtnant Generalöverläkare Generalöverveterinär |
| C6       | 7 700 - 8 400                                        | Major Överstabsläkare Överstabsveterinär               |
| C7       | 4 800 - 6 000 - 6 900                                | Kapten Stabsläkare Stabsveterinär                      |
| C8       | 2 400 -2 700 - 3 100 - 3 400 - 3 800 - 4 200         | Löjtnant Underlöjtnant                                 |
| C9       | 3 400 - 3 800 - 4 200                                | Överläkare Överveterinär Assistentläkare Veterinär     |
| C10      | 3 400 - 3 600 - 3 800 - 4 000                        | Övermusikmästare                                       |
| C11      | 2 500 -2 700 - 2 850 - 3 050 - 3 250 - 3 400 - 3 600 | Hovslagarläromästare                                   |
| C12      | ..                                                   | endast Reichsmarine                                    |
| C13      | 2 400 - 2 600 -3 000                                 | Musikmästare                                           |
| C14      | 2 200 - 2 400 - 2 600 - 2 800                        | Undervapenmästare                                      |
| C15      | 2 400                                                | Överfältväbel Underläkare Underveterinär               |
| C16      | 2 340                                                | Fältväbel                                              |
| C17      | 2 040 - 2 160                                        | Underfältväbel                                         |
| C18      | 1 920                                                | Sergeant (Unteroffizier) Överfurir (Stabsgefreiter)    |
| C19      | 1 680 - 1 740 - 1 800                                | Furir (Obergefreiter)                                  |
| C20      | 1 410                                                | Korpral (Gefreiter)                                    |
| C21      | 1 260                                                | Vicekorpral (Oberschütze)                              |
| C22      | 1 080                                                | Menig (Schütze)                                        |

Tabellens källa: